# Олесниця (Мазовецьке воєводство)
Олесниця (пол. Oleśnica) — село в Польщі, у гміні Водине Седлецького повіту Мазовецького воєводства.
Населення — 395 осіб (2011).
У 1975-1998 роках село належало до Седлецького воєводства.

## Демографія
Демографічна структура станом на 31 березня 2011 року:
|          | Загалом | Допрацездатний вік | Працездатний вік | Постпрацездатний вік |
| -------- | ------- | ------------------ | ---------------- | -------------------- |
| Чоловіки | 205     | 43                 | 141              | 21                   |
| Жінки    | 190     | 27                 | 105              | 58                   |
| Разом    | 395     | 70                 | 246              | 79                   |